# Esenbeckia pavida
Esenbeckia pavida är en tvåvingeart som först beskrevs av Samuel Wendell Williston  1901.  Esenbeckia pavida ingår i släktet Esenbeckia och familjen bromsar. Inga underarter finns listade i Catalogue of Life.